# Nowy Wielisław

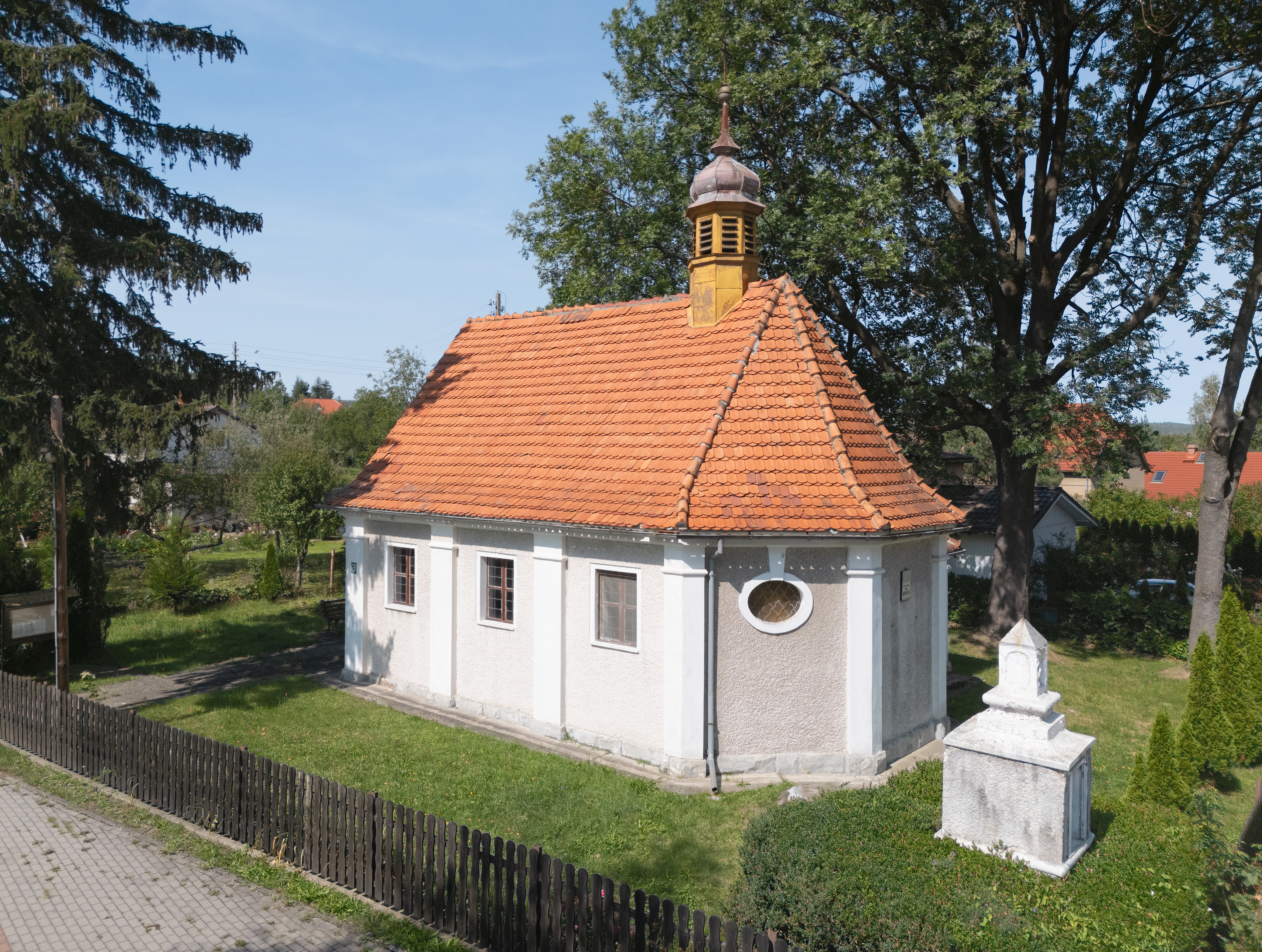
St.-Antonius-Kapelle in Nowy Wielisław

Nowy Wielisław (deutsch Neuwilmsdorf, auch Neu Wilmsdorf) ist ein Ortsteil der Stadt Polanica-Zdrój (Altheide Bad) im Powiat Kłodzki der Woiwodschaft Niederschlesien in Polen. Es liegt neun Kilometer östlich von Duszniki-Zdrój (Bad Reinerz).

## Geographie
Nowy Wielisław liegt in den nördlichen Ausläufern des Habelschwerdter Gebirges. Nachbarorte sind Stary Wielisław (Altwilmsdorf) im Osten, Starków (Alt Batzdorf) und Starkówek (Neu Batzdorf)  im Südosten, Kostera (Rinneberg) im Süden, Pokrzywno (Nesselgrund)  und Sokołówka (Falkenhain) im Südwesten und Polanica-Zdrój im Nordwesten.

## Geschichte
Neuwilmsdorf gehörte zur böhmischen Grafschaft Glatz, wurde 1564 als Streusiedlung angelegt und zur Pfarrei Altwilmsdorf gewidmet. Es war zunächst im Besitz des Adam von Tschischwitz, der es 1580 an Ernst von Walditz auf Wernersdorf veräußerte. Dessen Witwe Hedwig geborene von Tschischwitz verkaufte Neuwilmsdorf 1596 ihrem Schwager Sigmund von Walditz, der es zusammen mit weiteren Besitzungen 1601 an die Stadt Glatz verkaufte. Sie musste die erworbenen Besitzungen auf Befehl des böhmischen Landesherrn den Brüdern Georg, Hans und Christoph, Söhne des Ernst von Walditz, abtreten, denen bereits das Tschirnhaus-Vorwerk in Wernersdorf gehörte. Sie verkauften 1602 Neuwilmsdorf dem Heinrich von Ratschin auf Arnsdorf. Nach dessen Tod 1612 erhielten die Besitzungen dessen Söhne Heinrich, Friedrich und Hans von Ratschin, die das Erbe gemeinschaftlich verwalteten. Wegen deren Beteiligung am böhmischen Ständeaufstand 1618 wurden nach der Schlacht am Weißen Berg ihre Lehensgüter ganz und die Erbgüter zur Hälfte konfisziert und an die landesherrliche Kammer übergeben. Sie verkaufte 1628 den Schlosshof, zu dem auch Neuwilmsdorf gehörte, dem späteren Glatzer Landeshauptmann Johann Arbogast von Annenberg. Gleichzeitig wurden die Lehensanteile ins Erbe versetzt. Durch Heirat gelangte Neuwilmsdorf zusammen mit der Herrschaft Grafenort 1651 an den Reichsgrafen Johann Friedrich von Herberstein, der die Besitzungen zu einem Majorat umwandelte.
Nach dem Ersten Schlesischen Krieg 1742 und endgültig mit dem Hubertusburger Frieden 1763 fiel Neuwilmsdorf zusammen mit der Grafschaft Glatz an Preußen. Nach der Neugliederung Preußens gehörte es ab 1815 zur Provinz Schlesien und war ab 1816 dem Landkreis Habelschwerdt eingegliedert. 1874 wurde die Landgemeinde Neuwilmsdorf zusammen mit den Landgemeinden Alt Lomnitz, Aspenau, Glasendorf, Grafenort, Melling, Neu Batzdorf, Neu Hain, Neu Lomnitz, Neu Wilmsdorf und Sauerbrunn sowie den Gutsbezirken Grafenort, Mittel Alt Lomnitz, Nieder Alt Lomnitz und Ober Alt Lomnitz in den Amtsbezirk Alt Lomnitz eingegliedert. Zum 1. Oktober 1932 wurde die Landgemeinde Neu Wilmsdorf dem Landkreis Glatz zugeschlagen. 1939 wurden 600 Einwohner gezählt.
Als Folge des Zweiten Weltkriegs fiel Neu Wilmsdorf 1945 wie fast ganz Schlesien an Polen und wurde in Nowy Wielisław umbenannt. Die deutsche Bevölkerung wurde vertrieben. Die neu angesiedelten Bewohner waren zum Teil Vertriebene aus Ostpolen, das an die Sowjetunion gefallen war. Bis 1974 gehörte Nowy Wielisław zur Woiwodschaft Wrocław (Breslau) und anschließend bis 1998 zur Woiwodschaft Wałbrzych (Waldenburg). Kirchlich gehört Nowy Wielisław seit 1992 zur neu errichteten Pfarrkirche „Matki Bożej Królowej Pokoju“ (Muttergottes, Königin des Friedens) in Sokołówka.

## Sehenswürdigkeiten
- St.-Antonius-Kapelle von 1930